# バーンズのG関数
数学において、バーンズの G-関数（バーンズのGかんすう、英: Barnes G-function）G(z) は、スーパー階乗を複素数にまで拡張した特殊関数 である。これはガンマ関数、K関数、グレイシャーの定数に関連するものであり、数学者であるエルンスト・ウィリアム・バーンズにちなみ名付けられた。 これは（初等函数を掛ける違いを除いて）二重ガンマ関数の特殊な場合である。
正式には、バーンズの G-関数は以下のワイエルシュトラスの乗積表示
{\displaystyle G(1+z)=(2\pi )^{z/2}{\text{exp}}\left(-{\frac {z+z^{2}(1+\gamma )}{2}}\right)\,\prod _{k=1}^{\infty }\left\{\left(1+{\frac {z}{k}}\right)^{k}{\text{exp}}\left({\frac {z^{2}}{2k}}-z\right)\right\}}
の形で定義される。ここで γ はオイラーの定数であり、exp(x) = ex は指数関数である。また、∏ は総乗の Π-記法である。

## 函数等式および整数引数に対する挙動
バーンズの G-関数は、正規化条件 G(1) = 1 のもと以下の函数等式
{\displaystyle G(z+1)=\Gamma (z)\,G(z)}
を満たす。このバーンズ函数の満たす函数等式とガンマ函数の満たす函数等式
{\displaystyle \Gamma (z+1)=z\,\Gamma (z)}
との類似性に注目せよ。この函数等式を用いることにより、バーンズ G が整数引数に対して以下の通り
{\displaystyle G(n)={\begin{cases}0&{\text{if }}n=0,-1,-2,\dots \\\prod _{i=0}^{n-2}i!&{\text{if }}n=1,2,3\dots \end{cases}}}
を値とすることが導かれる（特に、G(1) = G(2) = 1 が従う。またこれにより、
{\displaystyle G(n)={\frac {(\Gamma (n))^{n-1}}{K(n)}}}
がわかる。ただし Γ(x) はガンマ関数を、K はK関数を表す。上記の函数等式は、凸条件 d3/dx3G(x) ≥ 0 を追加すれば、一意にバーンズ G-函数を定義する。

## 反射公式
バーンズの G-関数に対する差分方程式は、ガンマ関数の函数等式と合わせて、バーンズの G-関数の反射公式（相反公式）
を得るのに用いることができる（もともとはヘルマン・キンケリンによって証明された）。右辺に現れる対数正接積分は（二次の）クラウセン関数を用いると、
{\displaystyle 2\pi \log \left({\frac {G(1-z)}{G(1+z)}}\right)=2\pi z\log \left({\frac {\sin \pi z}{\pi }}\right)+\operatorname {Cl} _{2}(2\pi z)}
と評価することができる。この結果の証明は、対数余接積分 Lc(z) の以下のような評価と dlog(sin πx)⁄dx = π⋅cot πx なる事実によるものである。部分積分により
{\displaystyle {\begin{aligned}Lc(z)&=\int _{0}^{z}\pi x\cot \pi x\,dx\\&=z\log(\sin \pi z)-\int _{0}^{z}\log(\sin \pi x)\,dx\\&=z\log(\sin \pi z)-\int _{0}^{z}\left[\log(2\sin \pi x)-\log 2\right]\,dx\\&=z\log(2\sin \pi z)-\int _{0}^{z}\log(2\sin \pi x)\,dx\end{aligned}}}
から、積分変数の置換 {\displaystyle \,y=2\pi x\implies dx=dy/(2\pi )\,} により
{\displaystyle z\log(2\sin \pi z)-{\frac {1}{2\pi }}\int _{0}^{2\pi z}\log \left(2\sin \pi {\frac {y}{2}}\right)\,dy}
を得る。二次のクラウセン関数は積分表示
{\displaystyle \operatorname {Cl} _{2}(\theta )=-\int _{0}^{\theta }\log \left|2\sin {\frac {x}{2}}\right|\,dx}
を持つが、0 < θ < 2π なる区間では（積分内の「半正弦函数」の値域は真に正値であるから）被積分函数の絶対値は取り除けて、しかも真に非零である。この定義と、上記の対数正接積分に関する結果とを比較すれば、明らかに
{\displaystyle Lc(z)=z\log(2\sin \pi z)+{\frac {1}{2\pi }}\,{\text{Cl}}_{2}(2\pi z)}
なる関係式が成り立つ。最後に項を並べ替えて、
{\displaystyle 2\pi \log \left({\frac {G(1-z)}{G(1+z)}}\right)=2\pi z\log \left({\frac {\sin \pi z}{\pi }}\right)+{\text{Cl}}_{2}(2\pi z)}
とすれば証明は完了する。□
{\displaystyle \,G(1+z)=\Gamma (z)\,G(z)\,} なる関係を使い、反射公式を{\displaystyle \,2\pi \,}で割れば、
{\displaystyle \log \left({\frac {G(1-z)}{G(z)}}\right)=z\log \left({\frac {\sin \pi z}{\pi }}\right)+\log \Gamma (z)+{\frac {1}{2\pi }}{\text{Cl}}_{2}(2\pi z)}
もわかる。
反射式 (1) と同等の式に、ベルヌーイ多項式を用いた式
がある。zを(1/2) − z''に置き換えるとこの式は上に等しい。

## テイラー展開
テイラーの定理とバーンズのG関数の対数微分により以下の級数展開が分かる。
{\displaystyle \log G(1+z)={\frac {z}{2}}\log 2\pi -\left({\frac {z+(1+\gamma )z^{2}}{2}}\right)+\sum _{k=2}^{\infty }(-1)^{k}{\frac {\zeta (k)}{k+1}}z^{k+1}.}
これは {\displaystyle \,0<z<1\,}において有効であり、ここで{\displaystyle \,\zeta (x)\,}はリーマンゼータ関数
{\displaystyle \zeta (x)=\sum _{k=1}^{\infty }{\frac {1}{k^{x}}}}
である。級数の両辺を指数関数に代入すると、
{\displaystyle {\begin{aligned}G(1+z)&=\exp \left[{\frac {z}{2}}\log 2\pi -\left({\frac {z+(1+\gamma )z^{2}}{2}}\right)+\sum _{k=2}^{\infty }(-1)^{k}{\frac {\zeta (k)}{k+1}}z^{k+1}\right]\\&=(2\pi )^{z/2}\exp \left[-{\frac {z+(1+\gamma )z^{2}}{2}}\right]\exp \left[\sum _{k=2}^{\infty }(-1)^{k}{\frac {\zeta (k)}{k+1}}z^{k+1}\right]\end{aligned}}}
となる。ここからワイエルシュトラスの乗積表示の形との比較に関し以下が得られる。
{\displaystyle \exp \left[\sum _{k=2}^{\infty }(-1)^{k}{\frac {\zeta (k)}{k+1}}z^{k+1}\right]=\prod _{k=1}^{\infty }\left\{\left(1+{\frac {z}{k}}\right)^{k}{\text{exp}}\left({\frac {z^{2}}{2k}}-z\right)\right\}.}

## 倍元公式
ガンマ関数と同様にバーンズのG関数は引数の整数倍に関して以下の公式を有する。
{\displaystyle G(nz)=K(n)n^{n^{2}z^{2}/2-nz}(2\pi )^{-{\frac {n^{2}-n}{2}}z}\prod _{i=0}^{n-1}\prod _{j=0}^{n-1}G\left(z+{\frac {i+j}{n}}\right)}
ここで{\displaystyle K(n)}は以下で与えられる。
{\displaystyle K(n)=e^{-(n^{2}-1)\zeta ^{\prime }(-1)}\cdot n^{\frac {5}{12}}\cdot (2\pi )^{(n-1)/2}\,=\,(Ae^{-{\frac {1}{12}}})^{n^{2}-1}\cdot n^{\frac {5}{12}}\cdot (2\pi )^{(n-1)/2}.}
ここで{\displaystyle \zeta ^{\prime }}はリーマンゼータ関数の導関数、{\displaystyle A}はグレイシャーの定数である。

## 漸近展開
バーンズの示した通り、G(z + 1)の対数は
{\displaystyle {\begin{aligned}\log G(z+1)&={\frac {1}{12}}-\log A+{\frac {z}{2}}\log 2\pi +\left({\frac {z^{2}}{2}}-{\frac {1}{12}}\right)\log z\\&\quad -{\frac {3z^{2}}{4}}+\sum _{k=1}^{N}{\frac {B_{2k+2}}{4k\left(k+1\right)z^{2k}}}~+~O\left({\frac {1}{z^{2N+2}}}\right)\end{aligned}}}
と漸近展開される。
ここで{\displaystyle B_{k}}はベルヌーイ数であり、{\displaystyle A}はグレイシャーの定数である。（バーンズの時代には少し紛らわしいことにベルヌイ数 {\displaystyle B_{2k}} が {\displaystyle (-1)^{k+1}B_{k}} と書かれることもあったが、現在ではそのような規約は用いられないことに注意）。この漸近展開は |z| が大きいとき、負の実軸を含まない任意の扇形に属する z に対して成り立つ。

## 対数ガンマ積分との関係
対数ガンマの媒介変数表示はバーンズ G-函数を用いて
{\displaystyle \int _{0}^{z}\log \Gamma (x)\,dx={\frac {z(1-z)}{2}}+{\frac {z}{2}}\log 2\pi +z\log \Gamma (z)-\log G(1+z)}
と評価することができる。
その証明は少々間接的である。まずはガンマ函数と G-函数との対数差分
{\displaystyle z\log \Gamma (z)-\log G(1+z)}
を調べる。ここで、
{\displaystyle {\frac {1}{\Gamma (z)}}=ze^{\gamma z}\prod _{k=1}^{\infty }\left\{\left(1+{\frac {z}{k}}\right)e^{-z/k}\right\}}
であり、γ はオイラーの定数である。
バーンズ函数とガンマ函数に関してヴァイヤストラスの乗積形の対数をとることで
{\displaystyle {\begin{aligned}&z\log \Gamma (z)-\log G(1+z)=-z\log \left({\frac {1}{\Gamma (z)}}\right)-\log G(1+z)\\=&-z\left[\log z+\gamma z+\sum _{k=1}^{\infty }{\Bigg \{}\log \left(1+{\frac {z}{k}}\right)-{\frac {z}{k}}{\Bigg \}}\right]\\&\qquad -\left[{\frac {z}{2}}\log 2\pi -{\frac {z}{2}}-{\frac {z^{2}}{2}}-{\frac {z^{2}\gamma }{2}}+\sum _{k=1}^{\infty }{\Bigg \{}k\log \left(1+{\frac {z}{k}}\right)+{\frac {z^{2}}{2k}}-z{\Bigg \}}\right]\end{aligned}}}
となり、少し整理して項を並べ替えれば級数展開
{\displaystyle {\begin{aligned}&\sum _{k=1}^{\infty }{\Bigg \{}(k+z)\log \left(1+{\frac {z}{k}}\right)-{\frac {z^{2}}{2k}}-z{\Bigg \}}\\&\qquad =-z\log z-{\frac {z}{2}}\log 2\pi +{\frac {z}{2}}+{\frac {z^{2}}{2}}-{\frac {z^{2}\gamma }{2}}-z\log \Gamma (z)+\log G(1+z)\end{aligned}}}
を得る。最後に、対数ガンマ函数のヴァイヤストラス乗積形をとって区間 [0,z] 上積分すれば
{\displaystyle {\begin{aligned}\int _{0}^{z}\log \Gamma (x)\,dx&=-\int _{0}^{z}\log \left({\frac {1}{\Gamma (x)}}\right)\,dx\\&=-(z\log z-z)-{\frac {z^{2}\gamma }{2}}-\sum _{k=1}^{\infty }{\Bigg \{}(k+z)\log \left(1+{\frac {z}{k}}\right)-{\frac {z^{2}}{2k}}-z{\Bigg \}}\end{aligned}}}
となる。二つの評価を等しいと置いて
{\displaystyle \int _{0}^{z}\log \Gamma (x)\,dx={\frac {z(1-z)}{2}}+{\frac {z}{2}}\log 2\pi +z\log \Gamma (z)-\log G(1+z)}
の証明は完成する。□